# الخطة زد
كان Plan Z هو اسم الخطة التي تهدف إلى توسيع كريغسمارينه وبناء اسطول ألماني قوي (البحرية الألمانية) أمر بها أدولف هتلر في أوائل عام 1939. كان الهدف من الأسطول تحدي القوة البحرية للمملكة المتحدة، وكان من المقرر أن يكتمل بحلول عام 1948 بدأ تطوير الخطة في عام 1938، لكنه عكس تطور التفكير الاستراتيجي لأوبركوماندو دير مارين (القيادة البحرية العليا) على مدى العقدين التاليين للحرب العالمية الأولى. دعت الخطة إلى بناء أسطول يرتكز على عشر سفن حربية وأربع حاملات طائرات تهدف إلى قتال البحرية الملكية. ستلحق هذه القوة بالعديد من الطرادات بعيدة المدى التي ستهاجم السفن البريطانية. كما تم النص على قوة صغيرة نسبيا من غواصات يو.
عندما اندلعت الحرب العالمية الثانية في سبتمبر 1939، لم يتم عمل أي شيء تقريبًا على السفن الجديدة المطلوبة بموجب الخطة زد. أدت الحاجة إلى تحويل القدرة التصنيعية إلى متطلبات أكثر إلحاحًا إلى إجبار سلاح البحرية الألماني على التخلي عن برنامج البناء، واكملت الشركات الكبرى حفنة من السفن — التي تم طلبتها الخطة زد — أثناء الحرب. ومع ذلك، لا يزال للخطة تأثير كبير على مجرى الحرب العالمية الثانية، حيث لم يكن سوى بضع عشرات من غواصات يو قد اكتملت مع اندلاع الحرب. وصل أسطول الأدميرال كارل دونيتز إلى 300 غواصة التي اعتبرها ضرورية لكسب حرب تجارية ضد بريطانيا في عام 1943، وفي ذلك الوقت هُزمت قواته بشكل حاسم.

## الفلسفات التشغيلية
تعارضت البحرية الألمانية ما بعد الحرب حول الاتجاه الذي يجب أن يتخذه البناء في المستقبل. في سبتمبر 1920 ، أصدر كونتيديرميرال (الأدميرال) وليام ميكايليس مذكرة توضح أهداف الرايخ مارين الجديدة؛ أكدت هذه الأهداف التوجه للدفاع الساحلي بدلاً من التوسع الكبير. نظر الجيش الألماني إلى بولندا على أنها العدو الرئيسي مستقبلا، وقد افترضت البحرية أنه في آلة الصراع مع بولندا، ستدعم فرنسا بولندا. وبالتالي، ستكون البحرية الفرنسية الخصم الأكثر احتمالا لرايخ مارين؛ كان من المتوقع أن تظل بريطانيا محايدة في مثل هذا الصراع. كان بناء السفن الحربية حتى منتصف الثلاثينيات موجهًا بشكل أساسي إلى التهديد الفرنسي المتصور.  أي سفن افتراضية من فئة يو (غواصة يو) تدعم بشكل عام الأسطول الرئيسي بدلاً من الشروع في حملة غارات تجارية، وسيتم القيام بأي غارات بشكل صارم وفقًا لقواعد الطراد.  ظل هذا المنظر هو الأرثوذكسية المعمول بها حتى منتصف 1930، عندما جاء Kapitän zur See (الكابتن في البحر) كارل دونيتز لقيادة سلاح الغواصات.  دعا دونيتز إلى العودة إلى حرب الغواصات غير المقيدة واعتماد تكتيكات وولفباك لتفوق دفاعات القوافل. 

## الخطة

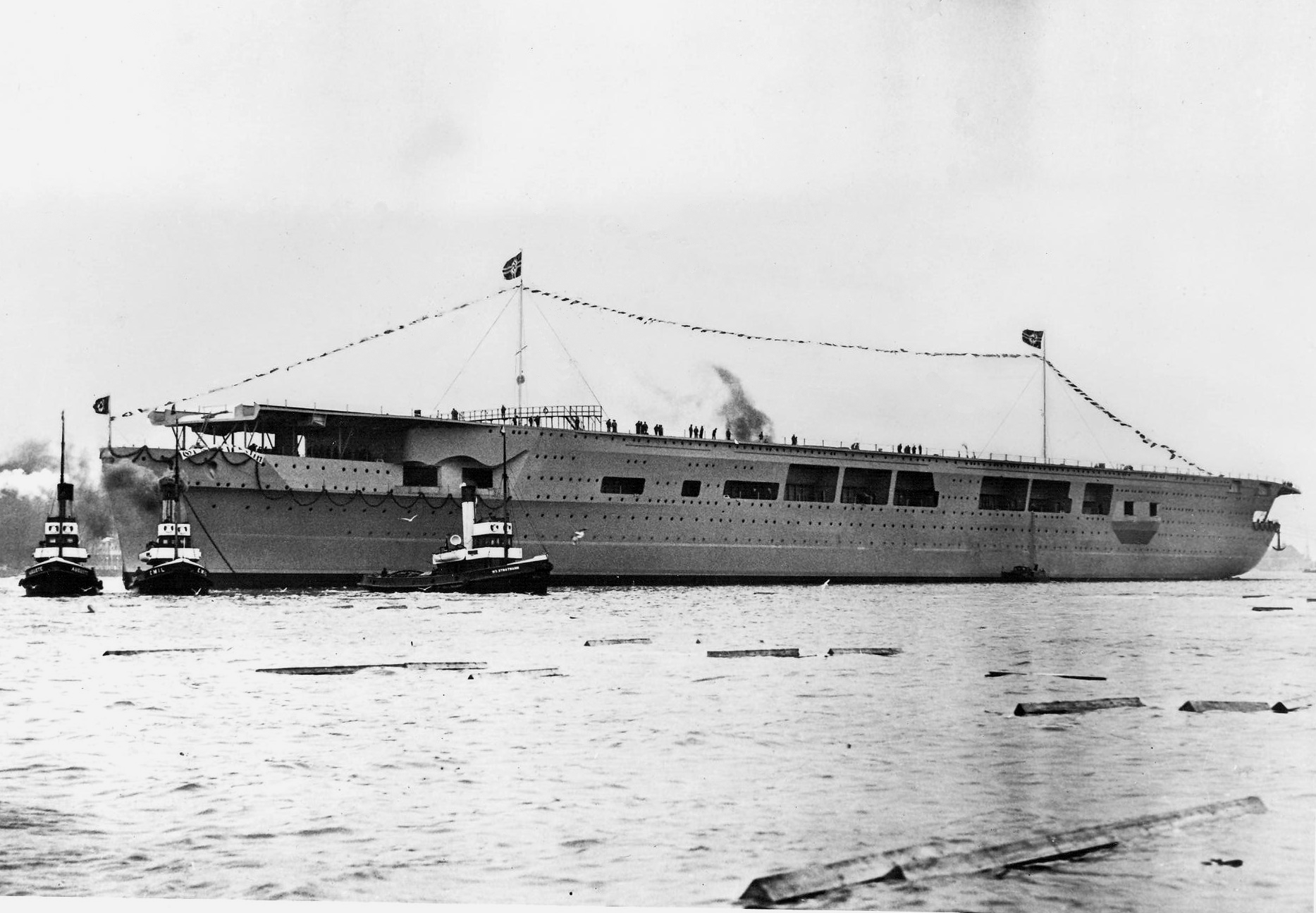
غراف زبلن عند إطلاقها

دعت الخطة التي وافق عليها هتلر إلى أسطول سطحي يتكون من السفن التالية، والتي تضمنت جميع السفن الجديدة التي بنيت في العشرينات والثلاثينات: 
| الفئة            | المتوقع | المنجز |
| ---------------- | ------- | ------ |
| البوارج          | 10      | 4      |
| طرادات المعركة   | 3       | 0      |
| حاملات الطائرات  | 4       | 0      |
| Panzerschiffe    | 15      | 3      |
| الطرادات الثقيلة | 5       | 3      |
| الطرادات الخفيفة | 13      | 6      |
| الكشافة          | 22      | 0      |
| المدمرات         | 68      | 30     |
| زوارق الطوربيد   | 90      | 36     |
| مجموع            | 230     | 82     |

وتشمل هذه الأرقام أربعة شارنهورست - وبارجات من فئة بسمارك، وثلاثة طرادات مسلحة م فئة <i id="mw5w">دويتشلاند</i> وستة طرادات خفيفة كانت بالفعل في الخدمة.  لاستكمال جوهر الأسطول حسب الخطة زد، يجب بناء ست سفن حربية من طراز أتش، وثلاثة طرادات المعركة من الفئة أوه، واثني عشر طراد من الفئة بيه، واثنتان من حاملات الطائرات غراف زبلن وكان من المقرر أن تبنى حاملتين آخرتين من تصميم جديد.   وخمس سفن من الأدميرال هيبر لتؤدي مهمة طرادات ثقيلة، في حين أن الفئة أم ستفي بمتطلبات الطرادات الخفيفة.  في 27 يوليو 1939، نقح ريدر الخطة لإلغاء جميع الإثني عشر من طراد من الفئة بيه. 

## التأثير على الحرب العالمية الثانية

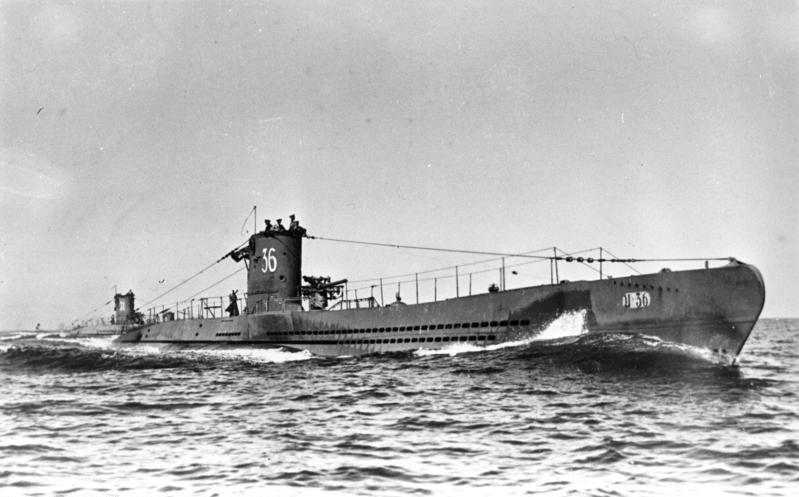
يو-36، غواصة من الفئة السابعة

نظرًا لأن الخطة ألغيت بعد أقل من عام من الموافقة عليها، كانت الآثار الإيجابية على إنشاء البحرية الألمانية في حدها الأدنى. تم إلغاء جميع السفن المرخصة بموجب الخطة بعد اندلاع الحرب، مع اكتمال عدد قليل من السفن السطحية الرئيسية التي سبقت الخطة خلال النزاع. وشملت هذه بسماركو Tirpitz، جنبا إلى جنب مع الطرادات الثقيلة <i id="mwARU">Blücher</i> وبرنس اوجين. وبدون السفن الحربية الست من طراز أتش أو حاملات الطائرات الأربع، لم تتمكن البحرية الألمانية مجابهة البحرية الملكية بنفس القوة. 